# Borough di Lake and Peninsula
Il borough di Lake and Peninsula, in inglese Lake and Peninsula Borough, è un borough dello Stato dell'Alaska, negli Stati Uniti. La popolazione al censimento del 2000 era di 1.823 abitanti. Il capoluogo è King Salmon che in realtà è nel territorio del confinante borough di Bristol Bay, una circostanza unica in tutti gli Stati Uniti.

## Geografia fisica
Il borough si trova nella parte sud-occidentale dello Stato. Lo United States Census Bureau certifica che la sua estensione è di 80.049 km², di cui 18.454 km² coperti da acque interne.

### Suddivisioni confinanti
- Census Area di Bethel - nord
- Borough della Penisola di Kenai - est
- Borough di Kodiak Island - sud-est
- Borough delle Aleutine orientali - ovest
- Borough di Bristol Bay - ovest
- Census Area di Dillingham - ovest

## Centri abitati
Nel borough di Lake and Peninsula vi sono sei comuni (city) e 12 census-designated place.

### Comuni
- Chignik
- Egegik
- Newhalen
- Nondalton
- Pilot Point
- Port Heiden

### Census-designated place
- Chignik Lagoon
- Chignik Lake
- Igiugig
- Iliamna
- Ivanof Bay
- Kokhanok
- Levelock
- Pedro Bay
- Perryville
- Pope-Vannoy Landing
- Port Alsworth
- Ugashik